# Knut Hamsun
(Motivazione del Premio Nobel)
Knut Hamsun, nato Knut Pedersen (Vågå, 4 agosto 1859 – Nørholm, 19 febbraio 1952), è stato uno scrittore norvegese.
Fu vincitore del Premio Nobel per la letteratura nel 1920.

## Biografia
Nacque a Vågå, in Norvegia. Era il quarto figlio di Peder Pedersen e Tora Olsdatter. Crebbe in povertà a Hamarøy nel Nordland. A 17 anni divenne apprendista di un fabbricante di corde e circa nello stesso periodo iniziò a scrivere. Trascorse parecchi anni in America, viaggiando e facendo diversi lavori, pubblicando poi le sue impressioni sotto il titolo di Fra det moderne Amerikas Aandsliv (Dalla vita spirituale dell'America moderna, 1889).

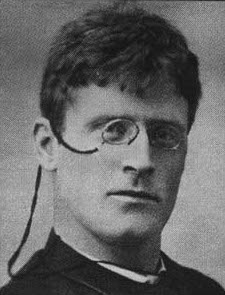
Knut Hamsun nel 1890

Nel 1898 Hamsun sposò Bergljot Goepfert, ma il matrimonio fallì nel 1906. Hamsun sposò in seconde nozze Marie Andersen nel 1909, che gli fu accanto fino alla fine della sua vita. La Andersen scrisse della loro vita insieme nei suoi due diari. Marie era una giovane e promettente attrice quando incontrò Hamsun, ma abbandonò la carriera, trasferendosi con il marito a Hamarøy. Comprarono una fattoria, l'idea era "di vivere del lavoro della fattoria, con la scrittura per sbarcare il lunario".
Comunque, dopo pochi anni, decisero di trasferirsi a sud, a Larvik. Nel 1918 la coppia comprò Nørholm, una vecchia tenuta tra Lillesand e Grimstad. L'edificio principale fu restaurato e ridecorato. Qui Hamsun poté occuparsi di scrivere indisturbato, sebbene spesso viaggiasse per scrivere in altre città e luoghi (preferibilmente in sistemazioni spartane).
Già sostenitore del nazionalsocialismo, durante la seconda guerra mondiale aderì al governo filotedesco di Vidkun Quisling. Per questo alla fine della guerra fu posto sotto processo per collaborazionismo e internato fino al 1948. Da questa esperienza nacque il libro Per i sentieri dove cresce l'erba.
Knut Hamsun morì nella sua casa a Nørholm, a 92 anni nel 1952.

### L'opera

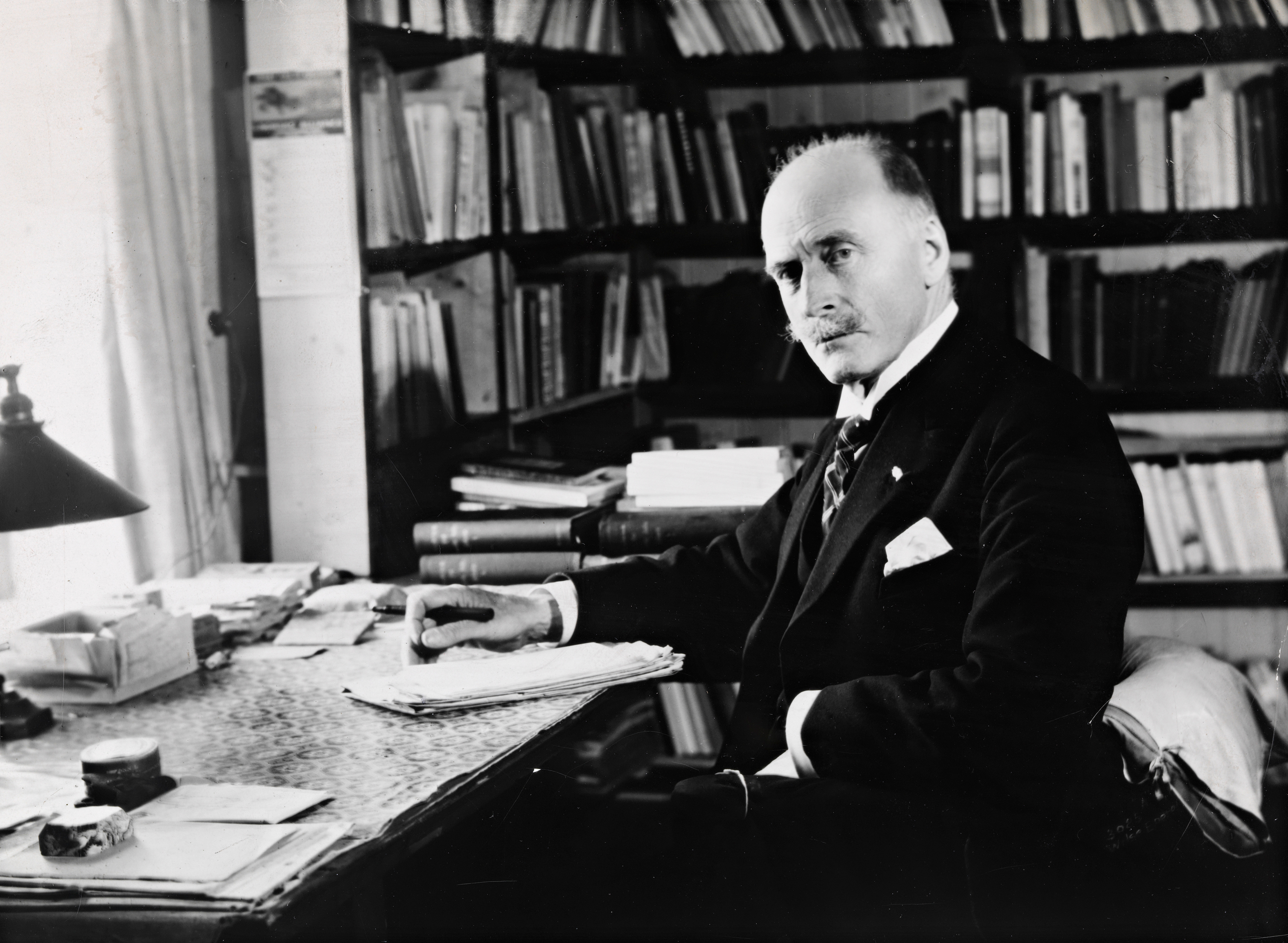
Nella sua biblioteca nel 1929

Hamsun venne acclamato per la prima volta con il suo romanzo Fame. Il lavoro semi-autobiografico descrive la discesa di un giovane ed egocentrico scrittore nel tunnel della pazzia, a causa della fame e della povertà nella capitale norvegese di Kristiania (oggi Oslo). Per molti, il romanzo precorre le opere di Franz Kafka e di altri scrittori del ventesimo secolo con il suo monologo interiore e la logica bizzarra.
Il suo capolavoro resta Markens Grøde del 1917, che gli è valso il Premio Nobel per la letteratura. Il romanzo narra la storia di Isak, personaggio di non ben chiare origini, che decide di stabilirsi in un appezzamento di terra senza padrone nella Norvegia settentrionale, insieme con la moglie Inger. La loro vita viene scandita dal succedersi delle stagioni e dal corrispondente lavoro nei campi. Alcuni hanno definito il romanzo un idillio, altri un'utopia conservativa. Proprio nei toni pacati e nello stile semplice e lineare, tipico di molti autori scandinavi, che conferiscono al romanzo un senso di serenità ed eternità, traspare la sfiducia nella modernità, la paura che il progresso allontani l'uomo dalla sua dimensione più autentica, quella naturale.
Un tema a cui spesso Hamsun ritorna è quello dell'eterno girovago, uno straniero in movimento (spesso il narratore) che compare e si insinua nella vita di piccole comunità rurali. Questo tema del girovago è centrale nei romanzi Misteri, Pan, Sotto la stella d'autunno, Un vagabondo suona in sordina, La regina di Saba e altri.
La prosa di Hamsun spesso contiene fervide descrizioni del mondo naturale, con intimi riflessi delle foreste e delle coste norvegesi. Per questa ragione è stato collegato al movimento spirituale noto come panteismo. Hamsun vede umanità e natura unite da un forte e qualche volta mistico legame. Questa connessione tra i personaggi e i loro ambienti naturali è esemplificato nel romanzo Pan.

### Simpatie politiche
Hamsun era un eminente sostenitore della cultura tedesca e della Germania, che sostenne durante la prima e la seconda guerra mondiale, nonché un avversario dell'imperialismo britannico e dell'Unione Sovietica. Malgrado la sua grandissima popolarità in Norvegia e nel mondo, Hamsun attraversò un periodo di considerevole sfavore a causa del suo sostegno al governo nazionalsocialista di Vidkun Quisling. Nel 1943 conobbe Joseph Goebbels, e dopo tale incontro gli inviò come regalo la medaglia ottenuta per il premio Nobel. Hamsun conobbe anche Adolf Hitler e tentò di fargli rimuovere Josef Terboven dalla carica di Reichskommissar per la Norvegia.
Dopo la morte di Hitler, Hamsun scrisse un necrologio per l'autorevole quotidiano norvegese Aftenposten, in cui lo descriveva come un "guerriero per l'umanità". Si obiettò che le sue "simpatie" fossero quelle di una nazione occupata. Talvolta egli utilizzò il suo status di personaggio famoso per migliorare le condizioni del suo paese durante l'occupazione e criticò la quantità delle esecuzioni. Tuttavia, dopo la fine della guerra, nelle principali città norvegesi folle inferocite bruciarono i suoi libri in pubblico.
Al termine della seconda guerra mondiale Hamsun, ottantaseienne, fu accusato di collaborazionismo e rinchiuso in un ospedale psichiatrico fino al 1948, dove un medico concluse che le sue facoltà mentali erano state "permanentemente danneggiate", e su tale base venne archiviata l'accusa di tradimento. Lo stesso Hamsun scrisse di questa esperienza nel suo libro del 1949 Per i sentieri dove cresce l'erba, un testo da molti considerato come la prova del corretto funzionamento delle sue facoltà mentali.
Contro di lui fu avviato comunque un procedimento per responsabilità civile e nel 1948 fu condannato al pagamento di 325.000 corone norvegesi per la sua presunta iscrizione al Nasjonal Samling, ma scagionato da qualsiasi forma di affiliazione al regime nazista. Che fosse un membro del Nasjonal Samling o no, e se le sue facoltà mentali fossero state o meno "danneggiate" è tuttora una questione molto dibattuta. Hamsun affermò di non essersi mai iscritto ad alcun partito politico.
L'autore danese Thorkild Hansen studiò il processo intentatogli e scrisse il libro Processo a Hamsun (1978), che fu accolto con grande clamore in Norvegia. Tra le altre cose Hansen dichiarò: "Se si vuole incontrare degli idioti, bisogna andare in Norvegia", poiché riteneva che un tale trattamento nei confronti di un uomo anziano fosse un vero oltraggio.
Sulla base del libro di Hansen, lo scrittore svedese Per Olov Enquist scrisse il suo Processo a Hamsun (1996), da cui è tratto il film Hamsun del regista svedese Jan Troell. Nella pellicola, l'attore svedese Max von Sydow interpreta il ruolo di Knut Hamsun, mentre la moglie Marie è interpretata dall'attrice danese Ghita Nørby.

## Opere
- Den Gaadefulde. En kjærlighedshistorie fra Nordland, 1877 (con il nome originario Knud Pedersen)
- Et Gjensyn, 1878 (con il nome Knud Pedersen Hamsund)
- Bjørger, 1878 (con il nome Knud Pedersen Hamsund)
- Lars Oftedal. Udkast, 1889 (11 articoli da Dagbladet)
- Fra det moderne Amerikas Aandsliv, 1889 (nuova ed. 1969)
  - La vita culturale dell'America moderna, trad. it. Enrica Berto, Arianna, Casalecchio di Reno, 1999 (ISBN 88-87307-06-7)
- Sult, 1890
  - Fame, trad. Federigo Verdinois, Gennaro Giannini, Milano 1921
  - Fame, trad. Ervino Pocar, Aldo Martello, Milano, 1952; poi Adelphi, Milano, 1974 ISBN 88-459-1698-7
  - Fame, trad. Maria Valeria D'Avino, Marsilio, Venezia, 2023
- Mysterier, 1892
  - Misteri, trad. it. L.F.P., Sonzogno, Milano, 1931
  - Misteri, trad. it. Attilio Veraldi, Rizzoli, Milano, 1979 (ISBN 88-17-16730-4)
- Redaktør Lynge, 1893
- Ny Jord, 1893
  - La nuova terra, trad. it. Giuseppe Isani, Longanesi, Milano, 1942-1984
- Pan, 1894
  - Pan, trad. it. Federigo Verdinois, Giannini, Napoli, 1919
  - Pan, trad. it. Giovanni Marcellini, Sonzogno, Milano, 1926
  - Pan, trad. it. Ervino Pocar, Mondadori, Milano, 1955
  - Pan, trad. it. Romana Mariani, Mundus, Ancona, 1955
  - Pan, trad. it. Silvia De Cesaris, Fabbri, Milano, 1986
  - Pan, trad. it. Fulvio Ferrari, Adelphi, Milano, 2001 (ISBN 88-459-1636-7)
- Ved Rigets Port, 1895 (commedia in 4 atti)
  - Alle porte della gloria, trad. it. Francesco Franceschini, in Nuova Antologia, vol. 220, 1908, pp. 12–47 e 218-253.
  - Sulla soglia del regno, trad. it. Raffaello Casertano, Alpes, Milano, 1927
- Livets Spil, 1896
- Siesta, 1897
  - Siesta, trad. it. Clemente Giannini, in I capolavori, Casini, Roma, 1966
  - Dronnigen av Saba (La regina di Saba, parte di Siesta)
    - La regina di Saba, trad. it. Clemente Giannini, Airoldi, Verbania, 1940
    - La regina di Saba, trad. it. Giovanna Paterniti, Iperborea, Milano, 1999 (ISBN 88-7091-082-2)
    - (Idem, nuova edizione 2017, con postfazione di Goffredo Fofi)
- Aftenrøde. Slutningspil, 1898
- Victoria. En kjærlighedshistorie, 1898
  - Victoria, Morreale, Milano, 1925
  - Victoria, trad. it. Luca Taglianetti, Lindau, Torino, 2019 (ISBN 9788833531816)
- Munken Vendt. Brigantines saga I, 1902
- I Æventyrland. Oplevet og drømt i Kaukasien, 1903
  - Terra favolosa, trad. it. Clemente Giannini, in I capolavori, Casini, Roma, 1966
  - Viaggio nel Caucaso, trad. it. Reporter, Roma, 1968
- Dronning Tamara, 1903 (dramma in 3 atti)
- Kratskog, 1903
  - Cespugli, trad. it. Clemente Giannini, Epidem, Novara, 1983
  - Schiavi dell'amore, trad. it. Clemente Giannelli, L'argonauta, Latina, 1985 (parte di Cespugli)
- Det vilde Kor, 1904 (poesie)
  - Il coro selvaggio, trad. it. Luca Taglianetti, Lindau, Torino, 2022 (ISBN 9788833537870)
- Sværmere, 1904
  - Sognatori, trad. it. Fulvio Ferrari, Iperborea, Milano, 1992 (ISBN 88-7091-030-X)
- Stridende Liv. Skildringer fra Vesten og Østen, 1905
- Under Høststjærnen. En Vandrers Fortælling, 1906
  - Sotto la stella d'autunno, trad. S. Ardelli, Edizioni Delta, Milano, 1929;
  - Sotto la stella d'autunno, trad. it. Fulvio Ferrari, Iperborea, Milano, 1995 (ISBN 88-7091-052-0)
- Benoni, 1908
- Rosa. Af student Pærelius' Papirer, 1908
  - Quelli di Sirilund, trad. it. Luigi Taroni, ELI, Milano, 1949
- En Vandrer spiller med Sordin, 1909
  - Un vagabondo suona in sordina, trad. it. Giovanni Bach, Slavia, Torino, 1932
  - Un vagabondo suona in sordina, trad. it. Fulvio Ferrari, Iperborea, Milano, 2005 (ISBN 88-7091-141-1)
- Livet i Vold, 1910 (commedia in 4 atti)
- Den sidste Glæde, 1912
  - L'ultima gioia, trad. it. Rosa Spaini Pisaneschi, Carabba, Lanciano, 1930
  - La gioia suprema, trad. it. Antonio Vellini e Giovanni Bach, De Carlo, Roma, 1946
- Børn av Tiden, 1913
  - Figli dei loro tempi, trad. it. Giacomo Pesenti, Rizzoli, Milano, 1934
- Segelfoss by, 1915 (2 volumi)
- Markens Grøde, 1917 (2 volumi)
  - Il risveglio della terra, trad. it. Luigi Taroni, ELI, Milano, 1945
  - I frutti della terra, Casini, Roma, 1966
  - Germogli della terra, trad. it. Sara Culeddu, Einaudi, Torino, 2021 (ISBN 9788806248970)
- Sproget i Fare, 1918
- Konerne ved Vandposten, 1920 (2 volumi)
- Siste Kapitel, 1923 (2 volumi)
- Landstrykere, 1927 (2 volumi)
  - Vagabondi, trad. it. Ervino Pocar, Mondadori, Milano, 1941
- August, 1930 (2 volumi)
- Men Livet lever, 1933 (2 volumi)
- Ringen sluttet, 1936
  - Il cerchio si chiude, trad. it. Gustavo Sacerdote, Mondadori, Milano, 1939
- På giengrodde stier, 1949
  - Io traditore, Edizioni del Borghese, Roma, 1962
  - Io traditore, trad. it. Alfhild Motzfeldt, Ciarrapico, Roma, 1983 (ISBN 88-7518-086-5)
  - Per i sentieri dove cresce l'erba, trad. it. Maria Valeria D'Avino, Fazi, Roma, 1995 (ISBN 88-8112-007-0)
- Paa turné: tre foredrag om litteratur, 1960 (a cura di Tore Hamsun)
- Livsfragmenter: ni noveller, 1988 (a cura di Lars Frode Larsen)
  - Frammenti di vita, trad. it. Fulvio Ferrari, Mondadori, Milano, 1991 (ISBN 88-04-34779-1)
- Over havet: artikler, reisebrev, 1990 (a cura di Lars Frode Larsen)
- Knut Hamsuns brev, 1994-2001 (7 volumi di lettere a cura di Harald S. Næss)